# Khungtaidschi Sengge
Khungtaidschi Sengge (mongolisch : ᠰᠡᠩᠭᠡ ᠬᠤᠩᠲᠠᠶᠢᠵᠢ, kyrillisch: Сэнгэ хунтайж, MNS : Senge khuntaij; auch: Sengge Khuntaij oder kurz Sengge; gestorben 1671) war ein oiratisch-mongolischer Khan des Dsungarischen Khanats.
Sengge regierte das Khanat von 1653 bis zu seinem Tod 1671. Er war einer von neun Söhnen von Khungtaidschi Batur. Sein Vater sah in ihm seinen fähigsten Sohn, ernannte ihn zum Nachfolger – Khung Taidschi – und übergab ihm die Südhälfte des Khanats. Die Nordhälfte bekamen die anderen Brüder, die mit dieser Regelung jedoch nicht einverstanden waren. Insbesondere seine Halbbrüder Tsetsen Taishi und Tsodba Batur versuchten immer wieder, ihn zu ermorden.
1667 besiegte Sengge Erincin Lobsang Tayishi, den dritten Altan Khan der Chalcha, und schaltete damit das Altan Khanat als mögliche Bedrohung des Dsungarischen Khanats aus.
1671 wurde er von seinen beiden Halbbrüdern Tsetsen Taishi und Tsodba Batur ermordet. Sein Nachfolger wurde sein Bruder Khungtaidschi Galdan.